# Ningi (del av en ö)
Ningi är en del av en ö i Marshallöarna.   Den ligger i kommunen Kwajalein, i den västra delen av Marshallöarna, 400 km väster om huvudstaden Majuro. Arean är 0,29 kvadratkilometer.
Terrängen på Ningi är mycket platt. Öns högsta punkt är 11 meter över havet. Den sträcker sig 1,6 kilometer i nord-sydlig riktning, och 0,8 kilometer i öst-västlig riktning.